# Autoba gayneri
Autoba gayneri är en fjärilsart som beskrevs av Rothschild 1901. Autoba gayneri ingår i släktet Autoba och familjen nattflyn. Inga underarter finns listade i Catalogue of Life.